# Route nationale 416
Die Route nationale 416, kurz N 416 oder RN 416, ist eine französische Nationalstraße.
Die Straßennummer wurde erstmals 1933 in das Nationalstraßennetz aufgenommen. Der Streckenverlauf der Straße führte von einer Kreuzung mit der Nationalstraße N59 in Sainte-Marie-aux-Mines zur Kreuzung mit der Nationalstraße N83 in Ostheim. Die Gesamtlänge betrug 25 Kilometer.
Auf ihrer Strecke überquerte die Nationalstraße den Col Haut de Ribeauvillé, einen Pass der Vogesen mit einer Höhe von 740 Metern über NN.
Im Jahr 1973 wurde die Nationalstraße auf ihrer gesamten Strecke zur Departement-Straße D416 herabgestuft.
Ab 1986 wird die Straßennummer für eine zur Schnellstraße ausgebaute Straße, die bis zur Anschlussstelle 29 der Autoroute A16 bei Boulogne-sur-Mer führt, verwendet. Die Straße geht dann ein Reststück der Nationalstraße N1 über.

## Streckenverlauf
| Position | höchste zulässige Gesamtgeschwindigkeit | Fahrbahnen | Typ                    | Abschnitt        | Längengrad | Breitengrad |
| -------- | --------------------------------------- | ---------- | ---------------------- | ---------------- | ---------- | ----------- |
| 1        | 110                                     | 2          | Beginn an Kreisverkehr | Boulogne-sur-Mer | 50.6967    | 1.6123      |
| 2        | 110                                     | 2          | Teil-Anschlußstelle    | Boulogne-sur-Mer | 50.6985    | 1.6130      |
| 3        | 110                                     | 2          | Ende der Autobahn      | A 16             | 50.7071    | 1.6364      |